# Brygophis coulangesi
Brygophis coulangesi — вид змій родини Pseudoxyrhophiidae. Ендемік Мадагаскару. Це єдиний представник монотипового роду Brygophis, названого на честь французького герпетолога Едуарда-Рауля Брігу

## Поширення і екологія
Brygophis coulangesi відомі з двох місцевостей. розташованих на північному сході і сході острова Мадагаскар. Вони живуть в кронах вологих тропічних лісів, на висоті від 900 до 1200 м над рівнем моря. Живляться амфібіями і дрібними ссавцями. Ведуть деревний спосіб життя. Відкладають яйця.

## Збереження
МСОП класифікує цей вид як вразливий. Brygophis coulangesi загрожує знищення природного середовища.